# Rowan (Iowa)
Rowan è un comune degli Stati Uniti d'America, situato nello stato dell'Iowa, nella contea di Wright. Secondo il censimento del 2020 gli abitanti di Rowan  ammontavano a 123.